# Шеффер, Дмитрий Иванович
Дмитрий Иванович Ше́ффер (1904—1994) — конструктор артиллерийского оружия. Лауреат двух Сталинских премий первой степени.

## Биография
Дипломированный инженер[уточнить]. Учился на военно-механическом отделении Ленинградского политехнического института (ЦА СПбПУ Петра Велиеого ф. 3121, оп.76, д. 140. л. 12-22). В 1932 году - переведен в образованный на основе военно-механического факультета Ленинградского машиностроительного института (отраслевого вуза ЛПИ) в Ленинградский военно-механический институт (Приказ директора ЛМСИ Евдокимова от 26 марта 1932 г. №61 ЦА СПбПУ, ф. 3121, оп. 76, д. 51, л. 209-212). 
С 1932 года работал под руководством В. Г. Грабина в ГКБ-38 и на Приволжском артиллерийском заводе (завод № 92, Горький). С июня 1938 г. руководитель группы (сектора) по обслуживанию валового производства, с 1940 г. зам., с марта 1941 г. первый зам. начальника КБ.
С 1942 года — в (ЦАКБ, ЦНИИ-58), начальник комплекса зенитной артиллерии, помощник и заместитель главного конструктора.
В начале войны был одним из организаторов скоростного производства пушек на Горьковском артиллерийском заводе. Производительность цехов в конце 1942 года в сравнении с декабрём 1941 года увеличилась в 18 раз.
Жил и похоронен в Москве.

## Награды и премии
- Лауреат Сталинской премии первой степени (1943) — за разработку новых образцов артиллерийского вооружения (пушек)
- Лауреат Сталинской премии первой степени (1946) — за создание нового образца артиллерии[4]
- ордена и медали.